# Insat-3DR

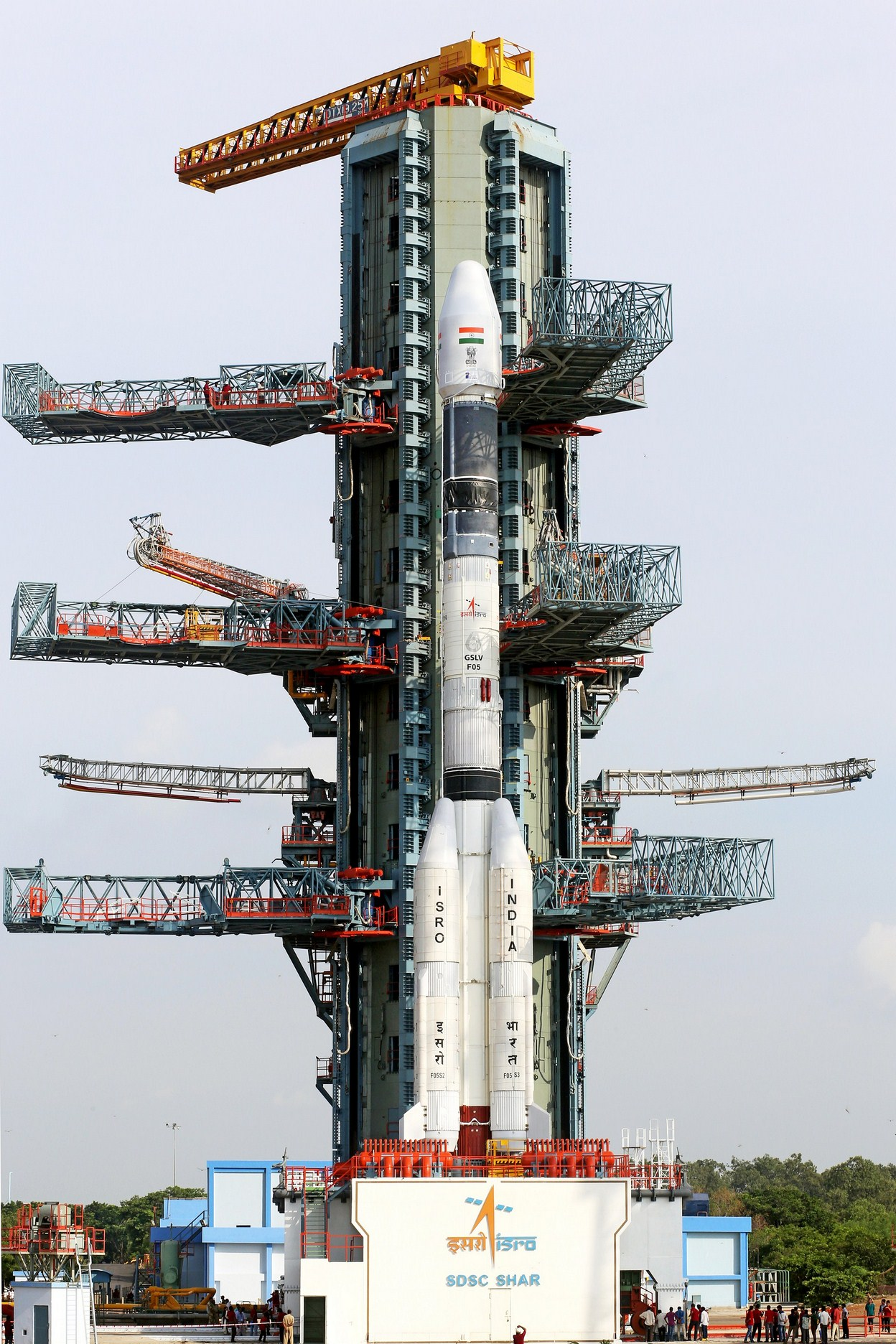
GSLV-Trägerrakete mit Insat-3DR vor dem Start

Insat-3DR ist ein Wettersatellit der indischen ISRO aus der Insat-Baureihe. Der Satellit ist der Nachfolger von Insat-3D.
Er wurde am 8. September 2016 um 11:10 UTC mit einer GSLV-Trägerrakete vom Raketenstartplatz Satish Dhawan Space Centre in eine geostationäre Umlaufbahn gebracht.
Der dreiachsenstabilisierte Satellit ist mit einem sechs-kanaligen bildgebendes System, einem Atmosphären-Messgerät mit 19 Kanälen (18 Infrarot bei 3,7 bis 14,7 µm und ein Kanal im sichtbaren Bereich bei 695 nm) sowie einem System des internationalen Such- und Rettungssystems COSPAS-SARSAT ausgerüstet und soll von seiner Position 74° Ost aus meteorologische Daten wie Wetterbilder und Daten zur Verteilung Temperatur, Feuchtigkeit und Ozongehalt der Atmosphäre liefern. Die Datenübermittlung erfolgt über eine Antenne mit 11 m Durchmesser. Die Energieversorgung übernehmen Solarzellen die bis zu 1700 Watt liefern und (im Gegensatz zu Insat-3D) Lithium-Ionen-Akkumulatoren mit einer Kapazität von 90 Ah. Insat-3DR wurde auf Basis des I-2K Satellitenbus der ISRO gebaut.
Gegenüber Insat-3D kann Insat-3DR Bilder im mittleren Infrarotbereich aufnehmen, was Bilder bei Nacht von niedrigen Wolken und Nebel ermöglicht. Die Bildgebung in zwei thermischen Infrarotbereichen ermöglicht die Abschätzung der Meeresoberflächentemperatur mit einer höheren Genauigkeit. Zusätzlich wurde auch die räumliche Auflösung im sichtbaren und im thermischen Infrarotbereich verbessert.
Die ersten Bilder wurden am 15. September 2016 übertragen.